# Calgary Renegades
Calgary Renegades es un club de waterpolo canadiense con sede en la ciudad de Calgary.

## Palmarés
- 2 veces campeón de la liga de Canadá de waterpolo masculino (1995, 1998)
- 2 veces campeón de la liga de Canadá de waterpolo femenino (1996, 2001)